# Obizzo III d'Este
Obizzo III d'Este, född 1294, död 1352, var en italiensk monark. Han var regerande markis av Ferrara mellan 1317 och 1352. 